# Sei grande
Sei grande è un singolo del cantante italiano Nek, pubblicato nel 1997 come terzo estratto dal quarto album in studio Lei, gli amici e tutto il resto.

## Descrizione
Scritta da Nek insieme a Antonello De Sanctis e Massimo Varini, con questa canzone il cantante emiliano ha preso parte nell'estate 1997 alle manifestazioni Un disco per l'estate e Festivalbar.
Il brano è presente anche nelle raccolte The Best of Nek - L'anno zero ed E da qui - Greatest Hits 1992-2010.

## Video musicale
Il video mostra scene in cui Nek suona il basso e canta il brano con lo sfondo della storica piscina Cozzi con altre in cui viene mostrata una ragazza di colore che entra e fa il bagno.

## Tracce
Testo di Antonello De Sanctis, musica di Nek e Massimo Varini.
CD promozionale (Europa)
1. Sei grande – 4:00

CD (Francia)
1. Sei grande (Album Version) – 4:00
2. Sei grande (Radio E.O.S RMX Version) – 3:55

12" (Italia)
- Lato A

1. Sei grande (Extended E.O.S. RMX) – 5:12

- Lato B

1. Sei grande (Radio E.O.S. RMX Version) – 3:55
2. Sei grande (Pianopella RMX Version) – 4:00